# Ambra Angiolini
Ambra Angiolini (Roma, 22 de abril de 1977) é uma apresentadora de TV e cantora italiana. Atualmente ela atua principalmente como atriz.

## Biografia
Começou sua carreira em 1992, aos 15 anos, quando participou da segunda edição de Non è la Rai, um show apresentado na TV italiana.
Seu primeiro álbum T'appartengo foi gravado em 1994 e incluiu 10 canções. Este álbum também foi gravado em espanhol e continha uma música nova chamada "Nel cuore, nell'anima". A produção espanhola foi intitulada "Te pertenezco".
A canção "Te pertenezco" foi um sucesso na Espanha e países como Colômbia, México, Venezuela e Chile. Devido a isso, Ambra foi convidada para o festival de música Viña del Mar, em 1996.
Nesse mesmo ano, ela gravou Angiolini, que continha dez faixas, incluindo "Tu sei", "Ti stravoglio", "Buoni Amici" e "Aspettavo te" (lançado em 1997 como "We Can Break Away" pelo banda pop bela Indiana, adaptada em inglês por Michael Leahy).
Ela continuou a gravar até 1997, tanto na Itália quanto na Espanha. Sua última produção musical foi In Canto , lançado em 1999, mas não em espanhol. Este álbum vendeu cerca de 35.000 cópias na Itália.
Ela também continuou sua carreira de apresentadora de televisão em programas como Generazione X, Super, Non dimenticate lo spazzolino da denti, Cominciamo bene estate. Nos anos 2000 ela se tornou apresentadora da MTV italiana.
Atualmente atua como atriz; ela ganhou o Nastro d'Argento de revelação do ano em 2007, por sua atuação em Saturno contro (2007).  Também atuou no filme Bianco e Nero (2008), dirigido por Cristina Comencini.

## Presença em "Vira Lata Internacional" (1996)
A canção "Lunes Martes", foi incluída na trilha sonora internacional da novela brasileira "Vira-Lata" de Carlos Lombardi, exibida pela TV Globo em 1996. Na trama a canção foi tema da personagem "Pietra", interpretada por Vanessa Lóes.

## Discografia

### Álbuns
- T'appartengo / Te pertenezco (1994)
- Angiolini / Angelitos (1996)
- Ritmo vitale / Ritmos vitales (1997)
- InCanto (1999)

## Filmografia

### Filme
- 2007: Saturn in Opposition, dirigido por Ferzan Özpetel
- 2007: The Fox and the Child, dirigido por Luc Jacquet
- 2008: Black and White, dirigido por  Cristina Comencini
- 2009: Ce n'è per tutti, dirigido por Luciano Melchionna
- 2010: Insula, dirigido por Eric Alexander
- 2011: Immaturi, dirigido por Paolo Genovese
- 2011: Notizie dagli scavi, dirigido por Emidio Greco
- 2011: Tutti al mare, dirigido por Matteo Cerami
- 2016: Al posto tuo, dirigido por Max Croci

### Televisão
- 1996: Favola, dirigido por  Fabrizio De Angelis (TV movie)
- 2000: Maria Maddalena, dirigido por  Raffaele Mertes (TV movie)
- 2001: Gianburrasca, dirigido por  Maurizio Pagnussat (TV movie)
- 2010: All Stars, dirigido por Massimo Martelli (TV serie)
- 2011: Eroi per caso, dirigido por  Alberto Sironi (TV serie)

## Televisão
- Bulli e pupe (Canale 5, 1992)
- Rock 'n' Roll (Italia 1, 1993)
- Non è la Rai (Canale 5, Italia 1, 1992–1995)
- Generazione X (Italia 1, 1995–1996)
- Dopofestival di Sanremo (Rai 1, 1996)
- Super (Canale 5, 1996)
- Don't Forget Your Toothbrush/Non dimenticate lo spazzolino da denti (Italia 1, 1996)
- Sanremo Top (Rai 1, 1997)
- Carosello (Rai 2, 1997)
- Gratis (Rai 1, 1999)
- Speciale Pop (Rai 2, 2000)
- L'assemblea (Italia 1, 2001–2002)
- Speciale per voi, trent'anni dopo o poco più (Rai 2, 2003)
- Cornetto Free Music Festival (Italia 1, All Music, 2004–2006)
- Comnciamo bene estate (Rai 3, 2005)
- Chicas (Fox Life, 2005)
- Dammi il tempo (Rai 3, 2006)
- Nickelodeon Kids' Choice Awards (Nickelodeon, 2006)
- Crozza Italia (La7, 2007–2008)
- Stasera niente MTV (MTV Italia, 2008)
- Nastri d'argento 2009 (Rai 1, 2009)